# 大阪市立大淀中学校
大阪市立大淀中学校（おおさかしりつ おおよどちゅうがっこう）は、大阪府大阪市北区にある公立中学校。

## 概要
1947年に開校した。大阪市北区の大淀・中津地区を校区としている。
学校は、太平洋戦争の戦災に伴う国民学校統廃合によって廃校となった、旧大阪市大仁国民学校の校地跡に建設されている。

## 沿革
学制改革に伴い、当時の大淀区で唯一の新制中学校・大阪市立大淀第一中学校として開校した。大阪市立浦江小学校（現在の大阪市立大淀小学校）内に校舎を設置していた。開校当時の校区は大淀区全域で、校区内の小学校は浦江・中津・豊崎本庄・豊崎東の4小学校だった。
2年後の1949年、大阪市立大淀第二中学校（現在の大阪市立豊崎中学校）が分離開校したことに伴い、豊崎地区を大淀第二中学校の校区に変更した。この時に現在の校区となっている。
また、大阪市立中学校について「行政区＋創立順の番号」の仮称から地名などを取り入れた正式名称に一斉に変更する方針が出されたことに伴い、1949年5月1日付で現在の校名に変更している。
1951年に旧大仁国民学校跡の現在地に移転した。

### 年表
- 1947年4月1日 - 大阪市立大淀第一中学校として開校。
- 1947年4月21日 - 開校式を実施。
- 1949年4月1日 - 大阪市立大淀第二中学校（現在の大阪市立豊崎中学校）を分離。
- 1949年5月1日 - 大阪市立大淀中学校に改称。
- 1951年10月13日 - 現在地に移転。
- 1952年3月 - 講堂・校舎改修工事が竣工。
- 1960年4月 - 校舎改修工事が竣工。
- 1961年5月 - 校舎増築工事が竣工。
- 1964年6月16日 - 道徳教育推進校に指定される。
- 1966年4月7日 - 大阪市教育委員会から、選択教科運営の研究校に指定される。
- 1985年7月 - 講堂兼体育館が竣工。
- 1986年5月21日 - 性教育の研究校に指定される。
- 2013年1月9日 - 学校給食開始。
- 2019年 - 学校情報化優良校認定（2022年3月まで）

## 通学区域
- 大阪市立大淀小学校と大阪市立中津小学校の校区。

大阪市北区 大淀北・大淀中・大淀南・中津

## 交通
- 大阪環状線 福島駅 北へ徒歩約10分。
- 阪神本線 福島駅・JR東西線 新福島駅 北へ徒歩約15分。
- 大阪駅・梅田駅 西へ徒歩約15分。
- 阪急神戸線・阪急宝塚線 中津駅 南西へ徒歩約15分。

## 著名な出身者

### 学者
- 中島岳志 - 政治学者・歴史学者、北海道大学法学部准教授

### 芸能
- 石田明 - お笑い芸人（NON STYLE）
- 井上裕介 - お笑い芸人（NON STYLE）
- 鈴鹿照 - 元宝塚歌劇団

### スポーツ
- 小川翔太 - 2019年レスリング世界選手権55㎏級銅メダリスト